# يوئيل رازفوزوف

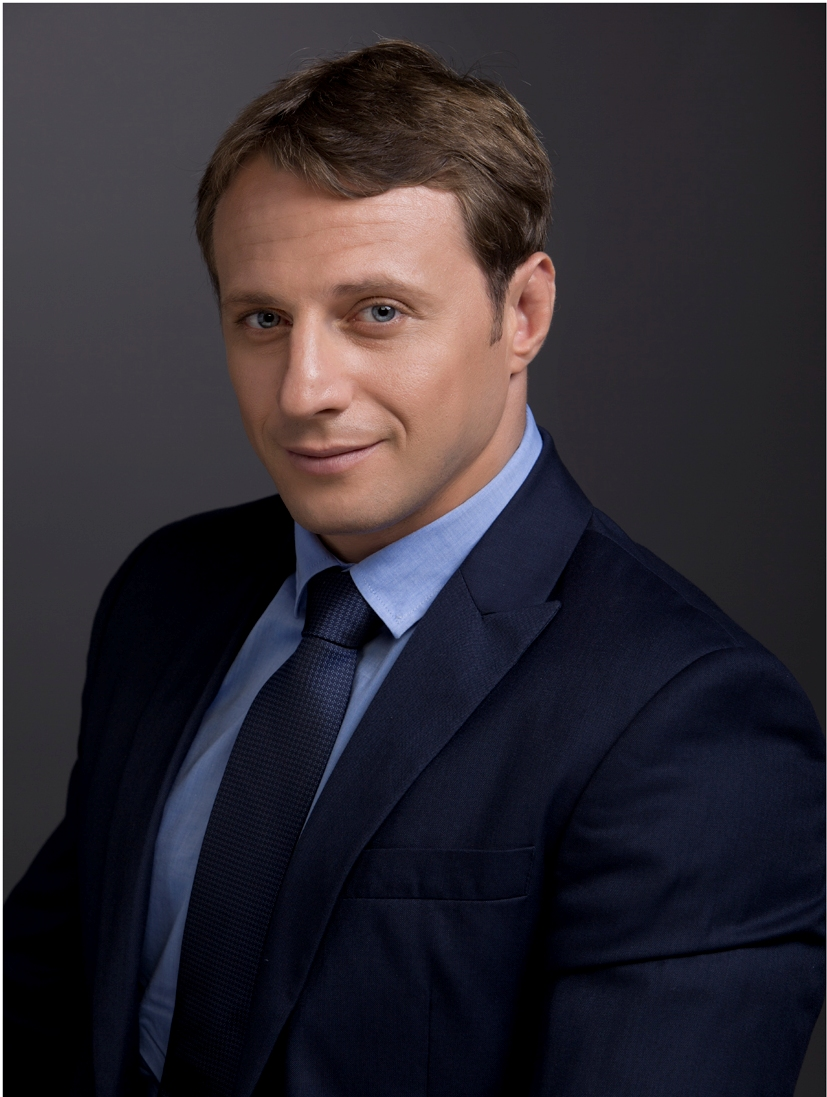
يوئيل رازفوزوف.

يوئيل رازفوزوف (بالعبرية: יואל רזבוזוב، الروسية: Йоэль Развозов، من مواليد 5 يوليو 1980) لاعب جود و وسياسي إسرائيلي وعضو الكنيست عن حزب هناك مستقبل.

## روابط خارجية
- يوئيل رازفوزوف على موقع الفيدرالية الدولية للجودو (الإنجليزية)
- يوئيل رازفوزوف على موقع JudoInside.com (الإنجليزية)
- يوئيل رازفوزوف على موقع AllJudo.net (الفرنسية)
- يوئيل رازفوزوف على موقع اللجنة الأولمبية الدولية (الإنجليزية)
- يوئيل رازفوزوف على موقع أوليمبيديا (الإنجليزية)